# Dinamarca nos Jogos Olímpicos de Inverno de 2006
A Dinamarca mandou 5 competidores para os Jogos Olímpicos de Inverno de 2006, em Turim, na Itália. A delegação disputou apenas a competição feminina de curling, terminando a competição na oitava posição, sendo eliminadas ainda na primeira fase.

## Desempenho

### Curling
| Equipe                                                             | Evento   | Preliminar               | Preliminar | Semifinal         | Final             | Pos.        |
| Equipe                                                             | Evento   | Adversário Placar        | Pos.       | Adversário Placar | Adversário Placar | Pos.        |
| ------------------------------------------------------------------ | -------- | ------------------------ | ---------- | ----------------- | ----------------- | ----------- |
| Denise Dupont Dorthe Holm Malene Krause Lene Nielsen Maria Poulsen | Feminino | GBR Grã-Bretanha D 2-3   | 8          | Não avançou       | Não avançou       | Não avançou |
| Denise Dupont Dorthe Holm Malene Krause Lene Nielsen Maria Poulsen | Feminino | ITA Itália V 10-7        | 8          | Não avançou       | Não avançou       | Não avançou |
| Denise Dupont Dorthe Holm Malene Krause Lene Nielsen Maria Poulsen | Feminino | USA Estados Unidos D 3-8 | 8          | Não avançou       | Não avançou       | Não avançou |
| Denise Dupont Dorthe Holm Malene Krause Lene Nielsen Maria Poulsen | Feminino | JPN Japão V 9-5          | 8          | Não avançou       | Não avançou       | Não avançou |
| Denise Dupont Dorthe Holm Malene Krause Lene Nielsen Maria Poulsen | Feminino | SUI Suíça D 2-10         | 8          | Não avançou       | Não avançou       | Não avançou |
| Denise Dupont Dorthe Holm Malene Krause Lene Nielsen Maria Poulsen | Feminino | SWE Suécia D 5-10        | 8          | Não avançou       | Não avançou       | Não avançou |
| Denise Dupont Dorthe Holm Malene Krause Lene Nielsen Maria Poulsen | Feminino | RUS Rússia D 7-9         | 8          | Não avançou       | Não avançou       | Não avançou |
| Denise Dupont Dorthe Holm Malene Krause Lene Nielsen Maria Poulsen | Feminino | NOR Noruega D 1-8        | 8          | Não avançou       | Não avançou       | Não avançou |
| Denise Dupont Dorthe Holm Malene Krause Lene Nielsen Maria Poulsen | Feminino | CAN Canadá D 8-9         | 8          | Não avançou       | Não avançou       | Não avançou |

Legenda
| Recorde mundial      | Recorde mundial (World record)               |                       | Recorde africano                      | Recorde africano (African) |                                           | Q | Classificado por posição (Qualified) |
| Recorde olímpico     | Recorde olímpico (Olympic record)            | Recorde da América    | Recorde da América (Americas)         | q                          | Classificado por melhor tempo (Qualified) |   |                                      |
| Melhor marca do ano  | Melhor marca do ano (World leading)          | Recorde asiático      | Recorde asiático (Asian)              | DNS                        | Não largou (Did not start)                |   |                                      |
| Recorde nacional     | Recorde nacional (National record)           | Recorde europeu       | Recorde europeu (European)            | DNF                        | Não terminou (Did not finish)             |   |                                      |
| Recorde pessoal      | Recorde pessoal do atleta (Personal best)    | Recorde da Oceania    | Recorde da Oceania (Oceania)          | DSQ / DQ                   | Desclassificado (Disqualified)            |   |                                      |
| Recorde da temporada | Recorde da temporada do atleta (Season best) | Recorde sul-americano | Recorde sul-americano (South America) | NM                         | Sem marca (No mark)                       |   |                                      |